# Mariivka, Baștanka
Mariivka (în ucraineană Мар'ївка) este localitatea de reședință a comunei Mariivka din raionul Baștanka, regiunea Mîkolaiiv, Ucraina.

## Demografie
Componența lingvistică a localității Mariivka
     Ucraineană (90,95%)
     Rusă (6,93%)
     Română (1,23%)
     Alte limbi (0,11%)
Conform recensământului din 2001, majoritatea populației localității Mariivka era vorbitoare de ucraineană (90,95%), existând în minoritate și vorbitori de rusă (6,93%) și română (1,23%).